# جون هنري فولك
جون هنري فولك (بالإنجليزية: John Henry Faulk)‏ هو مقدم برامج إذاعية أمريكي، ولد في 21 أغسطس 1913 في أوستن في الولايات المتحدة، وتوفي في 9 أبريل 1990.

## وصلات خارجية
- جون هنري فولك على موقع IMDb (الإنجليزية)
- جون هنري فولك على موقع ديسكوغز (الإنجليزية)
- جون هنري فولك على موقع قاعدة بيانات الفيلم (الإنجليزية)